# Journée internationale des victimes de disparition forcée
La Journée internationale des victimes de disparition forcée, appelée aussi Journée internationale des personnes disparues, est un événement international célébré chaque année le 30 août pour attirer l'attention sur le sort des personnes victimes de disparition forcée dans de mauvaises conditions et dans des lieux inconnus de leurs familles et/ou de leurs représentants légaux.

## Historique
Cette journée est née en 1983 sous l'impulsion de la Fédération latino-américaine des associations des familles des détenus disparus (Federación Latinoamericana de Asociaciones mais Detenidos Familiares de-Desaparecidos ou FEDEFAM), organisation non gouvernementale fondée en 1981 au Costa Rica rassemblant des groupes locaux et régionaux qui luttent activement contre l'emprisonnement secret et les disparitions forcées dans un certain nombre de pays d'Amérique latine où règnent des dictatures militaires.
L'emprisonnement secret ou dans des circonstances troubles étant une violation grave des droits de l'homme et, dans le cas d'un conflit armé, du droit international humanitaire, l'ONU intervient à son niveau. La Commission des droits de l'homme des Nations unies crée en 1980 un Groupe de travail sur les disparitions forcées ou involontaires. Ce groupe de travail a transmis 50 000 cas de disparitions présumées à 70 gouvernements, en a résolu 3 500 depuis le mois d'avril 2001, il reste enregistré encore 46 000 cas. 
L'Assemblée générale des Nations unies de l'Organisation des Nations unies a adopté le 18 décembre 1992 la résolution A/RES/47/133 « Déclaration sur la protection de toutes les personnes contre les disparitions forcées ». En décembre 2006, l’Assemblée générale de l'ONU a adopté la Convention internationale pour la protection de toutes les personnes contre les disparitions forcées, traité qui vise à prévenir les disparitions forcées et, lorsque de tels crimes sont commis, à établir la vérité, à punir les responsables et à fournir réparation aux victimes et à leur famille. Le 21 décembre 2010, l'Assemblée générale adopte la résolution 65/209 dans laquelle elle se dit « profondément préoccupée par la multiplication dans diverses régions du monde des disparitions forcées ou involontaires, y compris les arrestations, détentions et enlèvements », et « décide de proclamer le 30 août Journée internationale des victimes de disparition forcée, qui est célébrée à partir de 2011 ».
De nombreuses autres instances et organisations internationales de défense des droits de l'homme et d'aide humanitaire, comme Amnesty International (AI), le Haut-Commissariat des Nations unies aux droits de l'homme (HCDH) et le Comité international de la Croix-Rouge (CICR) travaillent activement sur la détention secrète et forcée. La Journée internationale des personnes disparues est l'occasion également de souligner le travail de ces institutions, de sensibiliser le public aux cas des victimes, et de faire appel aux dons et aux bénévoles.
Parmi ces agences, le CICR dispose de privilèges supplémentaires en raison de son statut particulier en tant qu'entité non gouvernementale souveraine qui adopte une politique de stricte neutralité. Dans certains cas, le CICR est la seule institution qui soit autorisée à avoir accès à des groupes spécifiques de prisonniers, permettant ainsi d'établir un minimum de contact et d'inspecter leurs conditions de détention. Pour leurs familles, les messages transmis par le CICR sont souvent l'unique témoignage du sort de leurs parents prisonniers.
La Coalition Internationale contre les Disparitions Forcées (en) (ICAED) est un réseau mondial d’organisations de familles de disparus et d’organisations non gouvernementales créé en 2007, dont le but est de promouvoir cette journée, réaliser des campagnes tout au long de l'année et œuvrer à la ratification par tous les États de la Convention internationale pour la protection de toutes les personnes contre les disparitions forcées.

### Sources
- (en) Cet article est partiellement ou en totalité issu de l’article de Wikipédia en anglais intitulé « International Day of the Disappeared » (voir la liste des auteurs).